# Lista över fornlämningar i Falkenbergs kommun (Askome)
Lista över fornlämningar i Falkenbergs kommun (Askome) är en förteckning av ett urval av de fornlämningar som finns i Askome i Falkenbergs kommun.
| Namn        | Lämningstyp                 | Tillkomsttid | Historisk indelning | Plats | Läge                 | ID-nr          | Bild                                      |
| ----------- | --------------------------- | ------------ | ------------------- | ----- | -------------------- | -------------- | ----------------------------------------- |
| Askome 3:1  | Stenkrets                   |              | Askome, Halland     |       | 57.016742, 12.679327 | 10143400030001 | Ladda upp en bild av detta fornminne      |
| Askome 4:1  | Gravfält                    |              | Askome, Halland     |       | 57.013262, 12.673565 | 10143400040001 | Ladda upp en till bild av detta fornminne |
| Askome 5:1  | Grav markerad av sten/block |              | Askome, Halland     |       | 57.013720, 12.674602 | 10143400050001 | Ladda upp en till bild av detta fornminne |
| Askome 6:1  | Grav markerad av sten/block |              | Askome, Halland     |       | 57.014543, 12.673986 | 10143400060001 | Ladda upp en till bild av detta fornminne |
| Askome 7:1  | Hög                         |              | Askome, Halland     |       | 57.015198, 12.666687 | 10143400070001 | Ladda upp en bild av detta fornminne      |
| Askome 8:1  | Hög                         |              | Askome, Halland     |       | 57.021567, 12.670348 | 10143400080001 | Ladda upp en bild av detta fornminne      |
| Askome 8:2  | Hög                         |              | Askome, Halland     |       | 57.021436, 12.670379 | 10143400080002 | Ladda upp en bild av detta fornminne      |
| Askome 9:1  | Hög                         |              | Askome, Halland     |       | 57.023927, 12.674365 | 10143400090001 | Ladda upp en bild av detta fornminne      |
| Askome 9:2  | Hög                         |              | Askome, Halland     |       | 57.023980, 12.673980 | 10143400090002 | Ladda upp en bild av detta fornminne      |
| Askome 9:3  | Hög                         |              | Askome, Halland     |       | 57.023715, 12.674316 | 10143400090003 | Ladda upp en bild av detta fornminne      |
| Askome 10:1 | Stensättning                |              | Askome, Halland     |       | 57.031868, 12.666577 | 10143400100001 | Ladda upp en bild av detta fornminne      |
| Askome 10:2 | Stensättning                |              | Askome, Halland     |       | 57.031935, 12.666816 | 10143400100002 | Ladda upp en bild av detta fornminne      |
| Askome 11:1 | Hög                         |              | Askome, Halland     |       | 57.031293, 12.668637 | 10143400110001 | Ladda upp en bild av detta fornminne      |
| Askome 12:1 | Hög                         |              | Askome, Halland     |       | 57.030110, 12.670186 | 10143400120001 | Ladda upp en bild av detta fornminne      |
| Askome 13:1 | Stensättning                |              | Askome, Halland     |       | 57.025957, 12.659581 | 10143400130001 | Ladda upp en bild av detta fornminne      |
| Askome 14:1 | Hög                         |              | Askome, Halland     |       | 57.025103, 12.689151 | 10143400140001 | Ladda upp en bild av detta fornminne      |
| Askome 25:1 | Hällristning                |              | Askome, Halland     |       | 57.022545, 12.680309 | 10143400250001 | Ladda upp en bild av detta fornminne      |
| Askome 29:1 | Stensättning                |              | Askome, Halland     |       | 57.021652, 12.674596 | 10143400290001 | Ladda upp en bild av detta fornminne      |